# René Twardzik
René Twardzik (* 25. června 1970 Třinec) je československý fotbalista, brankář. Jeho synové Daniel, Filip a Patrik jsou také fotbalisty.

## Fotbalová kariéra
V mládežnických kategoriích hrál za TŽ Třinec. V dorostu přestoupil do Slávie Praha, ale nikdy za ni v lize nenastoupil. Po vojně se vrátil do Třince. Od roku 1992 do roku 1994 hrál za Brno nejprve druhou a pak první ligu. Od roku 1994 do roku 1996 působil ve Vítkovicích. V roce 1996 přestoupil do FC Kaučuk Opava, kde si za 3 sezóny připsal 86 startů. Od roku 1999 působí v nižších německých soutěžích v Lipsku a Erfurtu. V naší nejvyšší soutěži odchytal 125 utkání, z toho 27 s nulou. V evropských pohárech nastoupil jedenáctkrát, z toho třikrát vychytal čisté konto. V reprezentaci do 21 let odehrál v roce 1989 4 utkání (2 s nulou), v reprezentacích do 17, 18 a 19 let celkem 6 zápasů (1987-1989).

## Trenérská kariéra
Po skončení aktivní činnosti působí jako trenér brankářů v německém klubu FC Rot-Weiß Erfurt.

## Ligová bilance
| Ročník                                   | Zápasy | Góly | Klub            |
| ---------------------------------------- | ------ | ---- | --------------- |
| 1. československá fotbalová liga 1992/93 | 18     | 0    | FC Boby Brno    |
| 1. česká fotbalová liga 1993/94          | 13     | 0    | FC Boby Brno    |
| 1. česká fotbalová liga 1993/94          | 8      | 0    | FC Vítkovice    |
| 1. česká fotbalová liga 1996/97          | 29     | 0    | FC Kaučuk Opava |
| Gambrinus liga 1997/98                   | 29     | 0    | FC Kaučuk Opava |
| Gambrinus liga 1998/99                   | 28     | 0    | SFC Opava       |
| CELKEM                                   | 125    | 0    |                 |